# 化學程序建模
化學程序建模（英語：chemical process modeling）是化學工程程序設計所使用的電腦模擬技術。建模過程通常使用專用軟體來定義一組相連接的系統，求解系統穩態或動態行為以進行預測。系統組成與連結以程序流程圖表示。系統建模可能如兩物質於反應槽裡混合般簡易，也可能如整個氧化鋁精煉製程般複雜。化學程序建模需要了解囊括於模擬中的化學品與單元組件（如儲槽、泵、管道、加壓管線等）等之特性與規格。

## 外部連結
- Real world examples
- Comprehensive directory of topics in plant simulation, process modeling and chemical engineering.
- PottersWheel（英语：PottersWheel） --> 化學反應網絡模型中的參數校準